# Конституція Австралії
Конституція Австралії (англ. Constitution of Australia) — основний закон Австралії, відповідно до якого уряд Союзу здійснює управління державою. Конституція Австралії включає до свого складу декілька документів. Найважливішим з них є Конституція Австралійського Союзу. Конституцію було схвалено на референдумах, що пройшли в країні у 1898—1900 жителями австралійських колоній, і закріплено Конституційним Актом Австралійського Союзу 1900 року, який офіційно був Актом Парламенту Великої Британії.
Королівську згоду було підписано королевою Вікторією 9 липня 1900 року, після чого конституція набула сили закону. На території Австралії конституція набрала чинності 1 січня 1901 року. Попри те, що первісно конституція закріплювала широкі права за Парламентом Великої Британії, станом на 2020 рік Австралія є незалежною державою і Парламент Великої Британії не має права змінити Конституцію. Зміни можуть бути внесені тільки після референдуму, який буде проведено на території Австралії. Письмовий патент, що видається короною на затвердження Австралійських міністрів, також є частиною Конституції.
Крім того, деякі додаткові акти і документи мають конституційне значення на території Австралії. Серед цих документів — Вестмінстерський статут 1931 року, в його редакції, що була прийнята на територіях всіх країн Співдружності, відомої як Вестмінстерський статут у редакції 1942 року, а також Австралійський Акт 1986 року, який було ухвалено Парламентами всіх австралійських штатів, австралійським федеральним парламентом і Парламентом Великої Британії. Всі ці акти, об'єднані разом, діють, в основному, для забезпечення незалежності Австралії та обмеження впливу на її життя і політику з боку політичних інституцій Велика Британія. Попри те, що Карл III є в одній особі королем Великої Британії і Австралії, його влада і вплив здійснюється абсолютно по різному на території двох країн.